# Lista di asteroidi (738001-739000)
Di seguito una lista di asteroidi dal numero 738001  al 739000 con data di scoperta e scopritore.

## 738001–738100
| Nome   | Designazione provvisoria | Data di scoperta  | Scopritore                          |
| ------ | ------------------------ | ----------------- | ----------------------------------- |
| 738001 | 2016 FZ75                | 16 marzo 2016     | Pan-STARRS                          |
| 738002 | 2016 FB77                | 18 marzo 2016     | Mount Lemmon Survey                 |
| 738003 | 2016 FG77                | 29 marzo 2016     | Pan-STARRS                          |
| 738004 | 2016 FW77                | 18 marzo 2016     | Mount Lemmon Survey                 |
| 738005 | 2016 FS78                | 24 marzo 2006     | Mount Lemmon Survey                 |
| 738006 | 2016 FP110               | 28 marzo 2016     | CTIO-DECam                          |
| 738007 | 2016 FV112               | 15 agosto 2013    | Pan-STARRS                          |
| 738008 | 2016 FP156               | 17 gennaio 2015   | Mount Lemmon Survey                 |
| 738009 | 2016 GC5                 | 11 agosto 2010    | WISE                                |
| 738010 | 2016 GP5                 | 29 novembre 2014  | Spacewatch                          |
| 738011 | 2016 GS6                 | 2 settembre 2013  | Mount Lemmon Survey                 |
| 738012 | 2016 GP7                 | 21 settembre 2009 | Spacewatch                          |
| 738013 | 2016 GF10                | 12 settembre 2007 | Mount Lemmon Survey                 |
| 738014 | 2016 GH11                | 22 novembre 2014  | Pan-STARRS                          |
| 738015 | 2016 GM15                | 7 settembre 2004  | Spacewatch                          |
| 738016 | 2016 GV16                | 13 agosto 2012    | Pan-STARRS                          |
| 738017 | 2016 GT17                | 10 dicembre 2009  | Mount Lemmon Survey                 |
| 738018 | 2016 GT18                | 28 settembre 2003 | Spacewatch                          |
| 738019 | 2016 GW18                | 1 aprile 2016     | Pan-STARRS                          |
| 738020 | 2016 GG19                | 6 ottobre 2008    | Spacewatch                          |
| 738021 | 2016 GZ19                | 19 settembre 1998 | SDSS Collaboration                  |
| 738022 | 2016 GB20                | 3 settembre 2008  | Spacewatch                          |
| 738023 | 2016 GE20                | 21 marzo 2009     | Spacewatch                          |
| 738024 | 2016 GF20                | 25 febbraio 2006  | Mount Lemmon Survey                 |
| 738025 | 2016 GV22                | 13 marzo 2016     | Pan-STARRS                          |
| 738026 | 2016 GP24                | 14 settembre 2007 | Spacewatch                          |
| 738027 | 2016 GG25                | 11 ottobre 2007   | Spacewatch                          |
| 738028 | 2016 GQ25                | 10 marzo 2016     | Pan-STARRS                          |
| 738029 | 2016 GZ25                | 15 febbraio 2010  | Spacewatch                          |
| 738030 | 2016 GY26                | 26 ottobre 2008   | Spacewatch                          |
| 738031 | 2016 GL29                | 14 settembre 2007 | Mount Lemmon Survey                 |
| 738032 | 2016 GA30                | 17 gennaio 2016   | Pan-STARRS                          |
| 738033 | 2016 GH30                | 13 marzo 2011     | Mount Lemmon Survey                 |
| 738034 | 2016 GB35                | 25 ottobre 2013   | Spacewatch                          |
| 738035 | 2016 GB36                | 16 aprile 2005    | Spacewatch                          |
| 738036 | 2016 GD36                | 25 dicembre 2005  | Spacewatch                          |
| 738037 | 2016 GU37                | 10 febbraio 2011  | Mount Lemmon Survey                 |
| 738038 | 2016 GW37                | 15 agosto 2013    | Pan-STARRS                          |
| 738039 | 2016 GY43                | 18 ottobre 2007   | Spacewatch                          |
| 738040 | 2016 GO49                | 1 ottobre 2013    | Mount Lemmon Survey                 |
| 738041 | 2016 GG55                | 9 novembre 2009   | Spacewatch                          |
| 738042 | 2016 GJ55                | 15 febbraio 2010  | Mount Lemmon Survey                 |
| 738043 | 2016 GL57                | 19 gennaio 2015   | Mount Lemmon Survey                 |
| 738044 | 2016 GR67                | 13 settembre 2007 | Mount Lemmon Survey                 |
| 738045 | 2016 GT67                | 11 marzo 2016     | Pan-STARRS                          |
| 738046 | 2016 GL68                | 20 gennaio 2010   | S. Matičič                          |
| 738047 | 2016 GF72                | 11 marzo 2005     | M. W. Buie, L. H. Wasserman         |
| 738048 | 2016 GV72                | 18 marzo 2010     | Mount Lemmon Survey                 |
| 738049 | 2016 GN74                | 15 agosto 2013    | Pan-STARRS                          |
| 738050 | 2016 GC83                | 2 ottobre 2013    | Pan-STARRS                          |
| 738051 | 2016 GD85                | 1 aprile 2016     | Mount Lemmon Survey                 |
| 738052 | 2016 GG88                | 16 febbraio 2009  | Osservatorio astronomico di Maiorca |
| 738053 | 2016 GP93                | 10 aprile 2005    | Spacewatch                          |
| 738054 | 2016 GD96                | 20 agosto 2006    | NEAT                                |
| 738055 | 2016 GZ100               | 20 marzo 1999     | SDSS Collaboration                  |
| 738056 | 2016 GN102               | 11 marzo 2016     | Pan-STARRS                          |
| 738057 | 2016 GL103               | 1 novembre 2008   | Mount Lemmon Survey                 |
| 738058 | 2016 GT103               | 10 ottobre 2008   | Mount Lemmon Survey                 |
| 738059 | 2016 GX108               | 19 gennaio 2012   | Pan-STARRS                          |
| 738060 | 2016 GR109               | 3 settembre 2013  | F. Hormuth                          |
| 738061 | 2016 GS109               | 5 novembre 2007   | Spacewatch                          |
| 738062 | 2016 GD111               | 24 ottobre 2013   | Mount Lemmon Survey                 |
| 738063 | 2016 GT117               | 1 aprile 2016     | Pan-STARRS                          |
| 738064 | 2016 GK122               | 12 maggio 2010    | WISE                                |
| 738065 | 2016 GS123               | 12 maggio 2005    | NEAT                                |
| 738066 | 2016 GQ124               | 17 gennaio 2005   | Spacewatch                          |
| 738067 | 2016 GB125               | 1 novembre 2013   | Mount Lemmon Survey                 |
| 738068 | 2016 GK126               | 22 aprile 2009    | Mount Lemmon Survey                 |
| 738069 | 2016 GV127               | 29 ottobre 2008   | Mount Lemmon Survey                 |
| 738070 | 2016 GZ128               | 26 febbraio 2004  | M. W. Buie, D. E. Trilling          |
| 738071 | 2016 GE130               | 15 aprile 2010    | Mount Lemmon Survey                 |
| 738072 | 2016 GB132               | 9 aprile 2005     | Spacewatch                          |
| 738073 | 2016 GW132               | 21 marzo 2010     | CSS                                 |
| 738074 | 2016 GZ132               | 11 giugno 2010    | WISE                                |
| 738075 | 2016 GW135               | 26 novembre 2014  | Pan-STARRS                          |
| 738076 | 2016 GK137               | 7 febbraio 2011   | Mount Lemmon Survey                 |
| 738077 | 2016 GO137               | 13 marzo 2016     | Pan-STARRS                          |
| 738078 | 2016 GV138               | 1 aprile 2016     | Pan-STARRS                          |
| 738079 | 2016 GF140               | 27 aprile 2009    | Spacewatch                          |
| 738080 | 2016 GM141               | 19 dicembre 2004  | Mount Lemmon Survey                 |
| 738081 | 2016 GR142               | 18 settembre 1995 | Spacewatch                          |
| 738082 | 2016 GN146               | 29 luglio 2008    | Spacewatch                          |
| 738083 | 2016 GY146               | 12 aprile 2005    | Mount Lemmon Survey                 |
| 738084 | 2016 GP147               | 28 settembre 2013 | Pan-STARRS                          |
| 738085 | 2016 GY147               | 3 ottobre 2013    | Pan-STARRS                          |
| 738086 | 2016 GL148               | 25 ottobre 2011   | Spacewatch                          |
| 738087 | 2016 GF149               | 18 settembre 2007 | Spacewatch                          |
| 738088 | 2016 GR149               | 2 novembre 2013   | Mount Lemmon Survey                 |
| 738089 | 2016 GR153               | 3 gennaio 2012    | Spacewatch                          |
| 738090 | 2016 GJ155               | 17 novembre 2008  | Spacewatch                          |
| 738091 | 2016 GD156               | 17 gennaio 2010   | Spacewatch                          |
| 738092 | 2016 GM156               | 26 maggio 2006    | Mount Lemmon Survey                 |
| 738093 | 2016 GQ156               | 20 ottobre 2011   | Mount Lemmon Survey                 |
| 738094 | 2016 GL158               | 18 giugno 2010    | WISE                                |
| 738095 | 2016 GJ159               | 29 marzo 2008     | Spacewatch                          |
| 738096 | 2016 GO159               | 23 maggio 2006    | Spacewatch                          |
| 738097 | 2016 GT160               | 21 dicembre 2008  | Spacewatch                          |
| 738098 | 2016 GE161               | 19 novembre 2008  | Spacewatch                          |
| 738099 | 2016 GZ163               | 9 novembre 2004   | Osservatorio di Mauna Kea           |
| 738100 | 2016 GH167               | 11 febbraio 2016  | Pan-STARRS                          |

## 738101–738200
| Nome   | Designazione provvisoria | Data di scoperta  | Scopritore                |
| ------ | ------------------------ | ----------------- | ------------------------- |
| 738101 | 2016 GT168               | 18 ottobre 2014   | Spacewatch                |
| 738102 | 2016 GY168               | 3 dicembre 2014   | Pan-STARRS                |
| 738103 | 2016 GF169               | 6 novembre 2013   | G. Proffe, S. Hellmich    |
| 738104 | 2016 GX169               | 6 novembre 2010   | Mount Lemmon Survey       |
| 738105 | 2016 GZ169               | 28 novembre 2013  | Mount Lemmon Survey       |
| 738106 | 2016 GR170               | 23 ottobre 2006   | Mount Lemmon Survey       |
| 738107 | 2016 GF171               | 19 aprile 2006    | Spacewatch                |
| 738108 | 2016 GA172               | 12 settembre 2007 | Mount Lemmon Survey       |
| 738109 | 2016 GC172               | 26 maggio 2011    | Mount Lemmon Survey       |
| 738110 | 2016 GM175               | 18 febbraio 2010  | Mount Lemmon Survey       |
| 738111 | 2016 GF178               | 9 aprile 2003     | Spacewatch                |
| 738112 | 2016 GF179               | 1 novembre 2008   | Mount Lemmon Survey       |
| 738113 | 2016 GM179               | 26 settembre 2003 | SDSS Collaboration        |
| 738114 | 2016 GU180               | 17 gennaio 2015   | Mount Lemmon Survey       |
| 738115 | 2016 GE181               | 15 marzo 2016     | Mount Lemmon Survey       |
| 738116 | 2016 GM183               | 19 marzo 2010     | Mount Lemmon Survey       |
| 738117 | 2016 GC185               | 13 gennaio 2015   | Pan-STARRS                |
| 738118 | 2016 GY185               | 21 febbraio 2010  | WISE                      |
| 738119 | 2016 GR186               | 9 ottobre 2008    | Spacewatch                |
| 738120 | 2016 GS186               | 3 aprile 2016     | Pan-STARRS                |
| 738121 | 2016 GC188               | 31 marzo 2016     | Pan-STARRS                |
| 738122 | 2016 GE188               | 11 dicembre 2014  | Mount Lemmon Survey       |
| 738123 | 2016 GK190               | 14 febbraio 2005  | CSS                       |
| 738124 | 2016 GP193               | 29 ottobre 2002   | SDSS Collaboration        |
| 738125 | 2016 GR193               | 1 novembre 2008   | Mount Lemmon Survey       |
| 738126 | 2016 GD196               | 14 gennaio 2015   | Pan-STARRS                |
| 738127 | 2016 GW198               | 13 aprile 2011    | Mount Lemmon Survey       |
| 738128 | 2016 GC199               | 4 aprile 2016     | Mount Lemmon Survey       |
| 738129 | 2016 GH199               | 2 maggio 2005     | R. A. Tucker              |
| 738130 | 2016 GW199               | 29 dicembre 2014  | Pan-STARRS                |
| 738131 | 2016 GR201               | 26 dicembre 2014  | Pan-STARRS                |
| 738132 | 2016 GU203               | 13 agosto 2012    | Pan-STARRS                |
| 738133 | 2016 GR204               | 10 marzo 2005     | K. Černis, J. Zdanavičius |
| 738134 | 2016 GT205               | 9 marzo 2002      | LONEOS                    |
| 738135 | 2016 GN207               | 22 ottobre 2008   | Spacewatch                |
| 738136 | 2016 GS207               | 5 febbraio 2016   | Pan-STARRS                |
| 738137 | 2016 GE208               | 8 gennaio 2016    | Pan-STARRS                |
| 738138 | 2016 GU211               | 2 marzo 2006      | Spacewatch                |
| 738139 | 2016 GC212               | 9 aprile 2016     | Pan-STARRS                |
| 738140 | 2016 GK213               | 5 settembre 2008  | Spacewatch                |
| 738141 | 2016 GQ215               | 10 aprile 2005    | Spacewatch                |
| 738142 | 2016 GU215               | 19 agosto 2011    | Pan-STARRS                |
| 738143 | 2016 GQ217               | 31 marzo 1995     | Spacewatch                |
| 738144 | 2016 GD218               | 13 maggio 2005    | Spacewatch                |
| 738145 | 2016 GH218               | 10 febbraio 2002  | LINEAR                    |
| 738146 | 2016 GP218               | 23 ottobre 2009   | Mount Lemmon Survey       |
| 738147 | 2016 GX218               | 8 settembre 2002  | P. Pravec, P. Kušnirák    |
| 738148 | 2016 GV226               | 15 luglio 2013    | Pan-STARRS                |
| 738149 | 2016 GO227               | 9 aprile 2010     | Mount Lemmon Survey       |
| 738150 | 2016 GX227               | 2 aprile 2016     | Spacewatch                |
| 738151 | 2016 GC228               | 1 novembre 2013   | Mount Lemmon Survey       |
| 738152 | 2016 GC231               | 11 giugno 2013    | Mount Lemmon Survey       |
| 738153 | 2016 GM231               | 12 ottobre 2013   | Spacewatch                |
| 738154 | 2016 GP232               | 14 novembre 2013  | Mount Lemmon Survey       |
| 738155 | 2016 GV233               | 14 aprile 2016    | Pan-STARRS                |
| 738156 | 2016 GM236               | 10 febbraio 2008  | Spacewatch                |
| 738157 | 2016 GV236               | 11 febbraio 2010  | WISE                      |
| 738158 | 2016 GX236               | 3 novembre 2005   | Mount Lemmon Survey       |
| 738159 | 2016 GD238               | 14 aprile 2016    | Pan-STARRS                |
| 738160 | 2016 GU238               | 9 ottobre 2002    | NEAT                      |
| 738161 | 2016 GK242               | 9 novembre 2004   | Osservatorio di Mauna Kea |
| 738162 | 2016 GG243               | 3 aprile 2016     | Pan-STARRS                |
| 738163 | 2016 GK243               | 13 febbraio 2002  | SDSS Collaboration        |
| 738164 | 2016 GE249               | 19 gennaio 2005   | Spacewatch                |
| 738165 | 2016 GG249               | 22 aprile 2009    | Mount Lemmon Survey       |
| 738166 | 2016 GA257               | 4 novembre 2013   | Mount Lemmon Survey       |
| 738167 | 2016 GL267               | 14 aprile 2016    | Pan-STARRS                |
| 738168 | 2016 GA268               | 1 aprile 2016     | Pan-STARRS                |
| 738169 | 2016 GF278               | 4 aprile 2016     | Mount Lemmon Survey       |
| 738170 | 2016 GM278               | 1 aprile 2016     | Pan-STARRS                |
| 738171 | 2016 GR278               | 3 aprile 2016     | Mount Lemmon Survey       |
| 738172 | 2016 GA279               | 5 aprile 2016     | Pan-STARRS                |
| 738173 | 2016 GB279               | 15 aprile 2016    | Pan-STARRS                |
| 738174 | 2016 GK279               | 1 aprile 2016     | Pan-STARRS                |
| 738175 | 2016 GT282               | 5 aprile 2016     | Pan-STARRS                |
| 738176 | 2016 GL290               | 3 aprile 2016     | Pan-STARRS                |
| 738177 | 2016 GS299               | 1 aprile 2016     | Pan-STARRS                |
| 738178 | 2016 GO304               | 5 aprile 2016     | Pan-STARRS                |
| 738179 | 2016 GB316               | 17 gennaio 2015   | Pan-STARRS                |
| 738180 | 2016 GC316               | 23 gennaio 2015   | Pan-STARRS                |
| 738181 | 2016 GG323               | 2 aprile 2016     | Pan-STARRS                |
| 738182 | 2016 GV325               | 5 aprile 2011     | Mount Lemmon Survey       |
| 738183 | 2016 GD333               | 15 aprile 2016    | Pan-STARRS                |
| 738184 | 2016 HJ11                | 8 gennaio 2016    | Pan-STARRS                |
| 738185 | 2016 HS12                | 15 gennaio 2015   | Mount Lemmon Survey       |
| 738186 | 2016 HD13                | 15 febbraio 2010  | Mount Lemmon Survey       |
| 738187 | 2016 HZ13                | 1 novembre 2007   | Mount Lemmon Survey       |
| 738188 | 2016 HA14                | 18 settembre 2007 | Spacewatch                |
| 738189 | 2016 HH14                | 5 novembre 2007   | Mount Lemmon Survey       |
| 738190 | 2016 HR14                | 7 novembre 2007   | Mount Lemmon Survey       |
| 738191 | 2016 HO17                | 18 gennaio 2015   | Mount Lemmon Survey       |
| 738192 | 2016 HQ20                | 30 aprile 2016    | Mount Lemmon Survey       |
| 738193 | 2016 HK21                | 14 aprile 2005    | CSS                       |
| 738194 | 2016 HR21                | 25 settembre 2008 | Mount Lemmon Survey       |
| 738195 | 2016 HL22                | 20 gennaio 2009   | Spacewatch                |
| 738196 | 2016 HB24                | 13 gennaio 2008   | Mount Lemmon Survey       |
| 738197 | 2016 HK24                | 8 maggio 2005     | Spacewatch                |
| 738198 | 2016 HD26                | 30 aprile 2016    | Pan-STARRS                |
| 738199 | 2016 JY                  | 19 gennaio 2016   | Mount Lemmon Survey       |
| 738200 | 2016 JH2                 | 11 febbraio 2016  | Pan-STARRS                |

## 738201–738300
| Nome   | Designazione provvisoria | Data di scoperta  | Scopritore                 |
| ------ | ------------------------ | ----------------- | -------------------------- |
| 738201 | 2016 JT3                 | 30 giugno 2013    | Pan-STARRS                 |
| 738202 | 2016 JK10                | 2 agosto 2003     | AMOS                       |
| 738203 | 2016 JA13                | 26 febbraio 2004  | M. W. Buie, D. E. Trilling |
| 738204 | 2016 JL13                | 23 gennaio 2010   | WISE                       |
| 738205 | 2016 JG15                | 10 gennaio 2014   | Mount Lemmon Survey        |
| 738206 | 2016 JG16                | 3 ottobre 2013    | Pan-STARRS                 |
| 738207 | 2016 JF19                | 18 gennaio 2015   | Mount Lemmon Survey        |
| 738208 | 2016 JE26                | 19 settembre 2001 | SDSS Collaboration         |
| 738209 | 2016 JN26                | 19 gennaio 2015   | Pan-STARRS                 |
| 738210 | 2016 JQ30                | 5 marzo 2016      | Pan-STARRS                 |
| 738211 | 2016 JU30                | 5 giugno 2006     | LINEAR                     |
| 738212 | 2016 JF33                | 7 gennaio 2009    | Spacewatch                 |
| 738213 | 2016 JY33                | 8 febbraio 2013   | Mount Lemmon Survey        |
| 738214 | 2016 JD37                | 23 gennaio 2010   | WISE                       |
| 738215 | 2016 KY1                 | 16 giugno 2012    | Pan-STARRS                 |
| 738216 | 2016 KG3                 | 3 luglio 2011     | J. Skvarč                  |
| 738217 | 2016 KJ3                 | 1 giugno 2012     | Mount Lemmon Survey        |
| 738218 | 2016 KE6                 | 19 settembre 2001 | SDSS Collaboration         |
| 738219 | 2016 KU11                | 30 maggio 2016    | Pan-STARRS                 |
| 738220 | 2016 KZ11                | 30 maggio 2016    | Pan-STARRS                 |
| 738221 | 2016 LZ3                 | 28 aprile 2011    | Pan-STARRS                 |
| 738222 | 2016 LS4                 | 10 giugno 2012    | Pan-STARRS                 |
| 738223 | 2016 LQ6                 | 7 maggio 2005     | Spacewatch                 |
| 738224 | 2016 LV6                 | 12 novembre 2001  | SDSS Collaboration         |
| 738225 | 2016 LA13                | 16 dicembre 2007  | LUSS                       |
| 738226 | 2016 LR13                | 15 aprile 2004    | SDSS Collaboration         |
| 738227 | 2016 LJ16                | 21 gennaio 2010   | WISE                       |
| 738228 | 2016 LN21                | 15 gennaio 2015   | Pan-STARRS                 |
| 738229 | 2016 LU21                | 1 febbraio 2012   | Mount Lemmon Survey        |
| 738230 | 2016 LW25                | 30 maggio 2016    | Pan-STARRS                 |
| 738231 | 2016 LY25                | 11 marzo 2005     | Mount Lemmon Survey        |
| 738232 | 2016 LA26                | 13 aprile 2015    | Pan-STARRS                 |
| 738233 | 2016 LU29                | 23 gennaio 2015   | Pan-STARRS                 |
| 738234 | 2016 LP33                | 25 luglio 2010    | WISE                       |
| 738235 | 2016 LJ35                | 5 giugno 2016     | Pan-STARRS                 |
| 738236 | 2016 LB37                | 19 settembre 2010 | Spacewatch                 |
| 738237 | 2016 LZ37                | 9 novembre 2013   | Pan-STARRS                 |
| 738238 | 2016 LQ43                | 1 dicembre 2008   | Spacewatch                 |
| 738239 | 2016 LL46                | 2 novembre 2007   | Spacewatch                 |
| 738240 | 2016 LG48                | 7 giugno 2016     | Mount Lemmon Survey        |
| 738241 | 2016 LH60                | 25 febbraio 2015  | Pan-STARRS                 |
| 738242 | 2016 LL60                | 5 giugno 2016     | Pan-STARRS                 |
| 738243 | 2016 LW65                | 25 marzo 2012     | Spacewatch                 |
| 738244 | 2016 LO66                | 26 febbraio 2004  | M. W. Buie, D. E. Trilling |
| 738245 | 2016 LP66                | 23 gennaio 2010   | WISE                       |
| 738246 | 2016 LC67                | 20 settembre 1995 | Spacewatch                 |
| 738247 | 2016 LM96                | 7 giugno 2016     | Pan-STARRS                 |
| 738248 | 2016 LB97                | 2 giugno 2016     | Spacewatch                 |
| 738249 | 2016 MH2                 | 19 maggio 2010    | Mount Lemmon Survey        |
| 738250 | 2016 MU2                 | 1 dicembre 2005   | Spacewatch                 |
| 738251 | 2016 NK2                 | 31 gennaio 2010   | WISE                       |
| 738252 | 2016 NR2                 | 27 gennaio 2010   | WISE                       |
| 738253 | 2016 NT4                 | 31 agosto 2011    | Pan-STARRS                 |
| 738254 | 2016 NG5                 | 10 ottobre 2001   | NEAT                       |
| 738255 | 2016 NB10                | 12 maggio 2012    | Pan-STARRS                 |
| 738256 | 2016 NO11                | 15 ottobre 2001   | NEAT                       |
| 738257 | 2016 NU11                | 13 ottobre 2013   | Mount Lemmon Survey        |
| 738258 | 2016 NV11                | 20 settembre 2011 | Spacewatch                 |
| 738259 | 2016 NF17                | 24 settembre 2011 | CSS                        |
| 738260 | 2016 NM18                | 23 marzo 2010     | WISE                       |
| 738261 | 2016 NG19                | 10 febbraio 2014  | Pan-STARRS                 |
| 738262 | 2016 NJ20                | 16 maggio 2009    | Mount Lemmon Survey        |
| 738263 | 2016 NL20                | 27 febbraio 2009  | Mount Lemmon Survey        |
| 738264 | 2016 NZ20                | 10 aprile 2010    | WISE                       |
| 738265 | 2016 NT25                | 10 dicembre 2014  | Pan-STARRS                 |
| 738266 | 2016 NC26                | 13 marzo 2010     | WISE                       |
| 738267 | 2016 NB29                | 8 dicembre 2012   | Mount Lemmon Survey        |
| 738268 | 2016 NU29                | 14 maggio 2010    | P. Kyrylenko, Y. Ivaščenko |
| 738269 | 2016 NK31                | 14 maggio 2015    | Pan-STARRS                 |
| 738270 | 2016 NW34                | 25 ottobre 2001   | NEAT                       |
| 738271 | 2016 NP37                | 27 gennaio 2007   | CSS                        |
| 738272 | 2016 NS37                | 23 marzo 2003     | SDSS Collaboration         |
| 738273 | 2016 ND41                | 16 settembre 2004 | NEON                       |
| 738274 | 2016 NK42                | 10 maggio 2012    | SSS                        |
| 738275 | 2016 NQ45                | 21 gennaio 2015   | Pan-STARRS                 |
| 738276 | 2016 NK47                | 7 ottobre 2005    | CSS                        |
| 738277 | 2016 NH48                | 27 novembre 2013  | Pan-STARRS                 |
| 738278 | 2016 NY48                | 17 agosto 2012    | Pan-STARRS                 |
| 738279 | 2016 NH50                | 17 gennaio 2009   | Spacewatch                 |
| 738280 | 2016 NA53                | 18 marzo 2010     | Spacewatch                 |
| 738281 | 2016 NA57                | 19 gennaio 2012   | CSS                        |
| 738282 | 2016 NT68                | 11 agosto 2002    | NEAT                       |
| 738283 | 2016 NO69                | 18 febbraio 2014  | Mount Lemmon Survey        |
| 738284 | 2016 ND70                | 31 marzo 2009     | Spacewatch                 |
| 738285 | 2016 NS70                | 14 luglio 2016    | Pan-STARRS                 |
| 738286 | 2016 NA72                | 15 settembre 2012 | CSS                        |
| 738287 | 2016 NS72                | 1 ottobre 2009    | Mount Lemmon Survey        |
| 738288 | 2016 NJ80                | 7 luglio 2016     | Pan-STARRS                 |
| 738289 | 2016 NV83                | 11 luglio 2016    | Pan-STARRS                 |
| 738290 | 2016 NO88                | 27 marzo 2015     | Spacewatch                 |
| 738291 | 2016 NT89                | 6 settembre 2008  | Spacewatch                 |
| 738292 | 2016 ND107               | 13 luglio 2016    | Pan-STARRS                 |
| 738293 | 2016 NJ108               | 31 luglio 2000    | M. W. Buie, S. D. Kern     |
| 738294 | 2016 NP108               | 5 luglio 2016     | Mount Lemmon Survey        |
| 738295 | 2016 NS108               | 14 luglio 2016    | Pan-STARRS                 |
| 738296 | 2016 NG119               | 4 luglio 2016     | Pan-STARRS                 |
| 738297 | 2016 NH119               | 7 dicembre 2005   | Spacewatch                 |
| 738298 | 2016 NB123               | 5 luglio 2016     | Pan-STARRS                 |
| 738299 | 2016 NP125               | 13 luglio 2016    | Pan-STARRS                 |
| 738300 | 2016 NA165               | 11 luglio 2016    | Pan-STARRS                 |

## 738301–738400
| Nome   | Designazione provvisoria | Data di scoperta  | Scopritore          |
| ------ | ------------------------ | ----------------- | ------------------- |
| 738301 | 2016 NA167               | 14 luglio 2016    | Pan-STARRS          |
| 738302 | 2016 OA2                 | 26 novembre 2013  | Mount Lemmon Survey |
| 738303 | 2016 OO2                 | 2 aprile 2010     | WISE                |
| 738304 | 2016 OH6                 | 20 settembre 2011 | Spacewatch          |
| 738305 | 2016 OV6                 | 3 gennaio 2013    | Mount Lemmon Survey |
| 738306 | 2016 PJ2                 | 3 novembre 2000   | Spacewatch          |
| 738307 | 2016 PL5                 | 1 agosto 2016     | Pan-STARRS          |
| 738308 | 2016 PZ5                 | 13 aprile 2004    | Spacewatch          |
| 738309 | 2016 PD10                | 6 marzo 2008      | Mount Lemmon Survey |
| 738310 | 2016 PV13                | 23 aprile 2015    | Pan-STARRS          |
| 738311 | 2016 PC15                | 31 dicembre 2007  | Mount Lemmon Survey |
| 738312 | 2016 PD18                | 4 luglio 2016     | Pan-STARRS          |
| 738313 | 2016 PV23                | 30 dicembre 2013  | Spacewatch          |
| 738314 | 2016 PW24                | 5 luglio 2016     | Pan-STARRS          |
| 738315 | 2016 PN25                | 2 agosto 2016     | Pan-STARRS          |
| 738316 | 2016 PW30                | 30 settembre 2006 | Mount Lemmon Survey |
| 738317 | 2016 PB31                | 23 aprile 2011    | Spacewatch          |
| 738318 | 2016 PR31                | 23 dicembre 2012  | Pan-STARRS          |
| 738319 | 2016 PV31                | 30 aprile 2011    | Mount Lemmon Survey |
| 738320 | 2016 PY36                | 22 marzo 2015     | Mount Lemmon Survey |
| 738321 | 2016 PN37                | 4 luglio 2016     | Pan-STARRS          |
| 738322 | 2016 PP41                | 23 gennaio 2015   | Pan-STARRS          |
| 738323 | 2016 PA42                | 11 maggio 2008    | Mount Lemmon Survey |
| 738324 | 2016 PU42                | 4 settembre 2011  | Pan-STARRS          |
| 738325 | 2016 PZ44                | 18 settembre 2011 | Mount Lemmon Survey |
| 738326 | 2016 PS49                | 28 settembre 1997 | Spacewatch          |
| 738327 | 2016 PH56                | 20 ottobre 2011   | Mount Lemmon Survey |
| 738328 | 2016 PQ56                | 7 agosto 2016     | Pan-STARRS          |
| 738329 | 2016 PY58                | 13 aprile 2010    | WISE                |
| 738330 | 2016 PG68                | 24 agosto 2005    | NEAT                |
| 738331 | 2016 PU69                | 10 novembre 2013  | Spacewatch          |
| 738332 | 2016 PP71                | 6 agosto 2016     | Pan-STARRS          |
| 738333 | 2016 PZ78                | 12 luglio 2005    | Mount Lemmon Survey |
| 738334 | 2016 PC79                | 5 gennaio 2003    | Spacewatch          |
| 738335 | 2016 PU81                | 2 giugno 2003     | Spacewatch          |
| 738336 | 2016 PZ81                | 2 agosto 2016     | Pan-STARRS          |
| 738337 | 2016 PV89                | 30 dicembre 2013  | Pan-STARRS          |
| 738338 | 2016 PP93                | 14 settembre 2007 | Mount Lemmon Survey |
| 738339 | 2016 PX98                | 22 febbraio 2014  | Mount Lemmon Survey |
| 738340 | 2016 PK100               | 28 novembre 2013  | Mount Lemmon Survey |
| 738341 | 2016 PL100               | 16 settembre 2012 | CSS                 |
| 738342 | 2016 PF103               | 10 agosto 2016    | Pan-STARRS          |
| 738343 | 2016 PT106               | 2 agosto 2016     | Pan-STARRS          |
| 738344 | 2016 PJ110               | 2 agosto 2016     | Pan-STARRS          |
| 738345 | 2016 PT110               | 17 marzo 2015     | Pan-STARRS          |
| 738346 | 2016 PK114               | 31 ottobre 2008   | Spacewatch          |
| 738347 | 2016 PT114               | 18 gennaio 2004   | Spacewatch          |
| 738348 | 2016 PE115               | 28 agosto 2005    | Spacewatch          |
| 738349 | 2016 PH115               | 20 settembre 2011 | Pan-STARRS          |
| 738350 | 2016 PL117               | 3 agosto 2016     | Pan-STARRS          |
| 738351 | 2016 PM117               | 10 gennaio 2014   | Spacewatch          |
| 738352 | 2016 PH119               | 10 febbraio 2014  | Pan-STARRS          |
| 738353 | 2016 PP122               | 22 settembre 2003 | Spacewatch          |
| 738354 | 2016 PF125               | 12 agosto 2016    | Pan-STARRS          |
| 738355 | 2016 PP125               | 26 agosto 2012    | Pan-STARRS          |
| 738356 | 2016 PG128               | 16 ottobre 2009   | Mount Lemmon Survey |
| 738357 | 2016 PS130               | 5 settembre 1999  | Spacewatch          |
| 738358 | 2016 PP152               | 3 agosto 2016     | Pan-STARRS          |
| 738359 | 2016 PR152               | 4 agosto 2016     | Pan-STARRS          |
| 738360 | 2016 PY152               | 1 agosto 2016     | Pan-STARRS          |
| 738361 | 2016 PG158               | 14 agosto 2016    | Pan-STARRS          |
| 738362 | 2016 PB161               | 15 agosto 2016    | Pan-STARRS          |
| 738363 | 2016 PS164               | 10 agosto 2016    | Pan-STARRS          |
| 738364 | 2016 PA167               | 8 agosto 2016     | Pan-STARRS          |
| 738365 | 2016 PL167               | 14 agosto 2016    | Pan-STARRS          |
| 738366 | 2016 PD178               | 14 agosto 2016    | Pan-STARRS          |
| 738367 | 2016 PF179               | 7 agosto 2016     | Pan-STARRS          |
| 738368 | 2016 PE182               | 8 agosto 2016     | Pan-STARRS          |
| 738369 | 2016 PS203               | 7 agosto 2016     | Pan-STARRS          |
| 738370 | 2016 PL208               | 14 agosto 2016    | Pan-STARRS          |
| 738371 | 2016 PF224               | 31 gennaio 2009   | Spacewatch          |
| 738372 | 2016 PL239               | 7 agosto 2016     | Pan-STARRS          |
| 738373 | 2016 PN243               | 2 agosto 2016     | Pan-STARRS          |
| 738374 | 2016 QA1                 | 14 gennaio 2002   | LINEAR              |
| 738375 | 2016 QJ2                 | 5 gennaio 2006    | Spacewatch          |
| 738376 | 2016 QP4                 | 28 agosto 2006    | Spacewatch          |
| 738377 | 2016 QY4                 | 29 luglio 2008    | Mount Lemmon Survey |
| 738378 | 2016 QC7                 | 12 gennaio 2008   | Spacewatch          |
| 738379 | 2016 QC10                | 23 novembre 2011  | PMO NEO             |
| 738380 | 2016 QC12                | 22 gennaio 2015   | Pan-STARRS          |
| 738381 | 2016 QB16                | 11 maggio 2010    | Spacewatch          |
| 738382 | 2016 QL16                | 14 settembre 2012 | ESA OGS             |
| 738383 | 2016 QW19                | 26 agosto 2016    | Pan-STARRS          |
| 738384 | 2016 QW21                | 26 maggio 2015    | Pan-STARRS          |
| 738385 | 2016 QH23                | 14 agosto 2016    | Pan-STARRS          |
| 738386 | 2016 QH24                | 26 agosto 2016    | Pan-STARRS          |
| 738387 | 2016 QM24                | 23 aprile 2010    | WISE                |
| 738388 | 2016 QP26                | 26 agosto 2016    | Pan-STARRS          |
| 738389 | 2016 QX29                | 18 luglio 2006    | Mount Lemmon Survey |
| 738390 | 2016 QZ30                | 30 gennaio 2008   | Mount Lemmon Survey |
| 738391 | 2016 QP34                | 14 agosto 2012    | SSS                 |
| 738392 | 2016 QQ35                | 24 febbraio 2008  | Mount Lemmon Survey |
| 738393 | 2016 QF41                | 22 gennaio 2013   | Spacewatch          |
| 738394 | 2016 QP41                | 19 settembre 2012 | Mount Lemmon Survey |
| 738395 | 2016 QS50                | 15 agosto 2009    | Spacewatch          |
| 738396 | 2016 QT50                | 3 agosto 2016     | Pan-STARRS          |
| 738397 | 2016 QV50                | 26 novembre 2003  | Spacewatch          |
| 738398 | 2016 QK51                | 24 settembre 2011 | Pan-STARRS          |
| 738399 | 2016 QR52                | 11 maggio 2015    | Mount Lemmon Survey |
| 738400 | 2016 QR55                | 20 novembre 2006  | Spacewatch          |

## 738401–738500
| Nome   | Designazione provvisoria | Data di scoperta  | Scopritore          |
| ------ | ------------------------ | ----------------- | ------------------- |
| 738401 | 2016 QG59                | 29 agosto 2016    | Mount Lemmon Survey |
| 738402 | 2016 QE63                | 22 ottobre 2012   | Pan-STARRS          |
| 738403 | 2016 QM67                | 11 ottobre 2005   | Spacewatch          |
| 738404 | 2016 QB70                | 5 febbraio 2006   | Mount Lemmon Survey |
| 738405 | 2016 QH74                | 14 luglio 2004    | SSS                 |
| 738406 | 2016 QR74                | 5 ottobre 2011    | K. Sárneczky        |
| 738407 | 2016 QF77                | 27 settembre 2006 | Mount Lemmon Survey |
| 738408 | 2016 QY77                | 29 settembre 2005 | CSS                 |
| 738409 | 2016 QK80                | 4 giugno 2006     | Mount Lemmon Survey |
| 738410 | 2016 QS80                | 30 agosto 2005    | NEAT                |
| 738411 | 2016 QZ87                | 1 novembre 2005   | Mount Lemmon Survey |
| 738412 | 2016 QU90                | 31 agosto 2005    | NEAT                |
| 738413 | 2016 QK91                | 23 novembre 2011  | L. Elenin           |
| 738414 | 2016 QR93                | 31 agosto 2005    | Spacewatch          |
| 738415 | 2016 QG104               | 26 agosto 2016    | Mount Lemmon Survey |
| 738416 | 2016 QK104               | 14 agosto 2012    | Pan-STARRS          |
| 738417 | 2016 QA106               | 30 agosto 2016    | Mount Lemmon Survey |
| 738418 | 2016 QC106               | 30 agosto 2016    | Pan-STARRS          |
| 738419 | 2016 QR106               | 27 agosto 2016    | Pan-STARRS          |
| 738420 | 2016 QD115               | 26 agosto 2016    | Pan-STARRS          |
| 738421 | 2016 RM4                 | 13 marzo 2010     | WISE                |
| 738422 | 2016 RY5                 | 4 maggio 2009     | Mount Lemmon Survey |
| 738423 | 2016 RJ8                 | 25 ottobre 2013   | Mount Lemmon Survey |
| 738424 | 2016 RB10                | 18 febbraio 2010  | WISE                |
| 738425 | 2016 RB15                | 25 febbraio 2015  | Pan-STARRS          |
| 738426 | 2016 RN16                | 11 luglio 2005    | Spacewatch          |
| 738427 | 2016 RH21                | 4 agosto 2005     | NEAT                |
| 738428 | 2016 RN24                | 17 settembre 2012 | Mount Lemmon Survey |
| 738429 | 2016 RL31                | 26 giugno 2011    | Mount Lemmon Survey |
| 738430 | 2016 RD37                | 4 ottobre 2003    | Spacewatch          |
| 738431 | 2016 RU38                | 21 aprile 2006    | CSS                 |
| 738432 | 2016 RZ39                | 8 ottobre 2005    | CSS                 |
| 738433 | 2016 RR41                | 12 giugno 2010    | WISE                |
| 738434 | 2016 RY45                | 17 maggio 2010    | WISE                |
| 738435 | 2016 RG47                | 22 novembre 2008  | Spacewatch          |
| 738436 | 2016 RJ47                | 29 ottobre 2008   | Spacewatch          |
| 738437 | 2016 RK50                | 27 agosto 2006    | Spacewatch          |
| 738438 | 2016 RN58                | 18 aprile 2010    | WISE                |
| 738439 | 2016 RW60                | 6 settembre 2016  | Mount Lemmon Survey |
| 738440 | 2016 RK67                | 10 settembre 2016 | Mount Lemmon Survey |
| 738441 | 2016 RZ89                | 12 settembre 2016 | Pan-STARRS          |
| 738442 | 2016 SG1                 | 24 settembre 2016 | Spacewatch          |
| 738443 | 2016 SR5                 | 5 gennaio 2013    | CTIO-DECam          |
| 738444 | 2016 SK6                 | 26 maggio 2015    | Pan-STARRS          |
| 738445 | 2016 SZ6                 | 22 gennaio 2015   | Pan-STARRS          |
| 738446 | 2016 SP7                 | 27 maggio 2010    | WISE                |
| 738447 | 2016 SQ7                 | 1 novembre 2006   | Mount Lemmon Survey |
| 738448 | 2016 SC12                | 18 febbraio 2002  | A. C. Becker        |
| 738449 | 2016 SM16                | 29 agosto 2005    | NEAT                |
| 738450 | 2016 SL17                | 28 agosto 2016    | Mount Lemmon Survey |
| 738451 | 2016 SS19                | 14 ottobre 2012   | Spacewatch          |
| 738452 | 2016 SA23                | 13 ottobre 2001   | LINEAR              |
| 738453 | 2016 SE25                | 10 settembre 2007 | Spacewatch          |
| 738454 | 2016 SY30                | 22 ottobre 2003   | SDSS Collaboration  |
| 738455 | 2016 SG31                | 9 agosto 2004     | SSS                 |
| 738456 | 2016 SR31                | 9 maggio 2010     | WISE                |
| 738457 | 2016 SB33                | 28 febbraio 2008  | Spacewatch          |
| 738458 | 2016 SW39                | 23 settembre 2005 | Spacewatch          |
| 738459 | 2016 SP43                | 11 aprile 2010    | Mount Lemmon Survey |
| 738460 | 2016 SY48                | 13 giugno 2010    | WISE                |
| 738461 | 2016 SV49                | 9 ottobre 2007    | Mount Lemmon Survey |
| 738462 | 2016 SV50                | 18 ottobre 2012   | Pan-STARRS          |
| 738463 | 2016 SJ55                | 30 settembre 2016 | Pan-STARRS          |
| 738464 | 2016 SB76                | 26 settembre 2016 | Pan-STARRS          |
| 738465 | 2016 SD80                | 27 settembre 2016 | Pan-STARRS          |
| 738466 | 2016 SJ85                | 25 settembre 2016 | Pan-STARRS          |
| 738467 | 2016 SK85                | 25 settembre 2016 | Pan-STARRS          |
| 738468 | 2016 TJ2                 | 23 agosto 2003    | NEAT                |
| 738469 | 2016 TD3                 | 29 maggio 2010    | WISE                |
| 738470 | 2016 TX3                 | 14 settembre 2007 | Mount Lemmon Survey |
| 738471 | 2016 TN4                 | 27 febbraio 2015  | Pan-STARRS          |
| 738472 | 2016 TR6                 | 27 agosto 2005    | NEAT                |
| 738473 | 2016 TZ12                | 1 novembre 2002   | NEAT                |
| 738474 | 2016 TQ14                | 29 maggio 2010    | WISE                |
| 738475 | 2016 TU20                | 28 aprile 2010    | WISE                |
| 738476 | 2016 TB22                | 1 maggio 2011     | Pan-STARRS          |
| 738477 | 2016 TL22                | 13 febbraio 2002  | SDSS Collaboration  |
| 738478 | 2016 TA23                | 19 maggio 2005    | Mount Lemmon Survey |
| 738479 | 2016 TM28                | 12 ottobre 2005   | Spacewatch          |
| 738480 | 2016 TX30                | 7 luglio 2010     | WISE                |
| 738481 | 2016 TN31                | 28 febbraio 2008  | Spacewatch          |
| 738482 | 2016 TE32                | 30 agosto 2005    | NEAT                |
| 738483 | 2016 TH35                | 29 agosto 2005    | NEAT                |
| 738484 | 2016 TM36                | 29 gennaio 2014   | Spacewatch          |
| 738485 | 2016 TW36                | 14 settembre 2005 | Spacewatch          |
| 738486 | 2016 TH38                | 22 marzo 2015     | Pan-STARRS          |
| 738487 | 2016 TA40                | 10 agosto 2016    | Pan-STARRS          |
| 738488 | 2016 TY40                | 10 agosto 2016    | Pan-STARRS          |
| 738489 | 2016 TO42                | 6 ottobre 2004    | Spacewatch          |
| 738490 | 2016 TS45                | 29 agosto 2016    | Mount Lemmon Survey |
| 738491 | 2016 TU45                | 5 febbraio 2005   | NEAT                |
| 738492 | 2016 TM47                | 27 luglio 2010    | WISE                |
| 738493 | 2016 TP58                | 9 settembre 2016  | Spacewatch          |
| 738494 | 2016 TE60                | 5 ottobre 2012    | Spacewatch          |
| 738495 | 2016 TU62                | 2 settembre 2016  | Mount Lemmon Survey |
| 738496 | 2016 TJ63                | 28 agosto 2009    | Spacewatch          |
| 738497 | 2016 TC65                | 1 dicembre 2011   | Pan-STARRS          |
| 738498 | 2016 TV65                | 11 marzo 2005     | Mount Lemmon Survey |
| 738499 | 2016 TT67                | 29 agosto 2005    | NEAT                |
| 738500 | 2016 TK69                | 4 settembre 2007  | Mount Lemmon Survey |

## 738501–738600
| Nome   | Designazione provvisoria | Data di scoperta  | Scopritore            |
| ------ | ------------------------ | ----------------- | --------------------- |
| 738501 | 2016 TV71                | 7 novembre 2012   | Mount Lemmon Survey   |
| 738502 | 2016 TP72                | 31 marzo 2003     | Spacewatch            |
| 738503 | 2016 TO73                | 14 ottobre 2009   | Mount Lemmon Survey   |
| 738504 | 2016 TP73                | 9 febbraio 2010   | WISE                  |
| 738505 | 2016 TH77                | 21 febbraio 2007  | Mount Lemmon Survey   |
| 738506 | 2016 TE80                | 7 ottobre 2000    | Spacewatch            |
| 738507 | 2016 TU80                | 9 ottobre 2012    | Mount Lemmon Survey   |
| 738508 | 2016 TY80                | 15 novembre 2007  | CSS                   |
| 738509 | 2016 TR81                | 26 luglio 2011    | SSS                   |
| 738510 | 2016 TA85                | 15 giugno 2010    | WISE                  |
| 738511 | 2016 TP85                | 10 ottobre 2016   | Mount Lemmon Survey   |
| 738512 | 2016 TQ85                | 4 dicembre 2008   | Mount Lemmon Survey   |
| 738513 | 2016 TP86                | 21 giugno 2010    | WISE                  |
| 738514 | 2016 TH87                | 26 settembre 2006 | Spacewatch            |
| 738515 | 2016 TN88                | 21 ottobre 2003   | Spacewatch            |
| 738516 | 2016 TC90                | 29 agosto 2016    | Mount Lemmon Survey   |
| 738517 | 2016 TO90                | 22 agosto 2005    | NEAT                  |
| 738518 | 2016 TW90                | 4 aprile 2008     | Mount Lemmon Survey   |
| 738519 | 2016 TA92                | 9 giugno 2010     | WISE                  |
| 738520 | 2016 TF92                | 31 marzo 2009     | Spacewatch            |
| 738521 | 2016 TK98                | 19 aprile 2010    | WISE                  |
| 738522 | 2016 TA99                | 24 novembre 2011  | Mount Lemmon Survey   |
| 738523 | 2016 TO100               | 8 novembre 2007   | Spacewatch            |
| 738524 | 2016 TR118               | 22 giugno 2010    | Spacewatch            |
| 738525 | 2016 TM121               | 13 ottobre 2016   | Pan-STARRS            |
| 738526 | 2016 TR121               | 4 ottobre 2016    | Mount Lemmon Survey   |
| 738527 | 2016 TX122               | 4 ottobre 2016    | Mount Lemmon Survey   |
| 738528 | 2016 TB125               | 2 ottobre 2016    | CSS                   |
| 738529 | 2016 TQ129               | 5 ottobre 2016    | Mount Lemmon Survey   |
| 738530 | 2016 TF133               | 20 marzo 2014     | Mount Lemmon Survey   |
| 738531 | 2016 TJ133               | 7 ottobre 2016    | Pan-STARRS            |
| 738532 | 2016 TD139               | 24 agosto 2007    | Spacewatch            |
| 738533 | 2016 TC140               | 13 ottobre 2016   | Mount Lemmon Survey   |
| 738534 | 2016 TO154               | 4 ottobre 2016    | Spacewatch            |
| 738535 | 2016 UJ1                 | 4 novembre 2005   | Spacewatch            |
| 738536 | 2016 UY2                 | 27 settembre 2016 | Pan-STARRS            |
| 738537 | 2016 UZ2                 | 27 settembre 2016 | Pan-STARRS            |
| 738538 | 2016 UA7                 | 21 maggio 2010    | WISE                  |
| 738539 | 2016 UW8                 | 8 ottobre 2016    | Mount Lemmon Survey   |
| 738540 | 2016 UD9                 | 7 maggio 2014     | Pan-STARRS            |
| 738541 | 2016 UN10                | 23 ottobre 2011   | Pan-STARRS            |
| 738542 | 2016 UA16                | 8 febbraio 2002   | R. Millis, M. W. Buie |
| 738543 | 2016 UO16                | 20 ottobre 2016   | Mount Lemmon Survey   |
| 738544 | 2016 UJ17                | 14 luglio 2001    | NEAT                  |
| 738545 | 2016 UN17                | 4 aprile 2014     | Mount Lemmon Survey   |
| 738546 | 2016 UY17                | 29 maggio 2010    | WISE                  |
| 738547 | 2016 UJ24                | 12 luglio 2010    | WISE                  |
| 738548 | 2016 UK27                | 1 gennaio 2009    | Mount Lemmon Survey   |
| 738549 | 2016 UP31                | 22 giugno 2010    | Mount Lemmon Survey   |
| 738550 | 2016 UJ32                | 18 maggio 2010    | WISE                  |
| 738551 | 2016 UX33                | 20 ottobre 2003   | Spacewatch            |
| 738552 | 2016 US38                | 30 dicembre 2008  | Spacewatch            |
| 738553 | 2016 UV38                | 6 ottobre 2016    | Mount Lemmon Survey   |
| 738554 | 2016 UW43                | 6 aprile 2010     | CSS                   |
| 738555 | 2016 UP44                | 1 gennaio 2014    | Spacewatch            |
| 738556 | 2016 UG45                | 8 febbraio 2010   | WISE                  |
| 738557 | 2016 UQ45                | 27 luglio 2009    | CSS                   |
| 738558 | 2016 UA47                | 3 aprile 2008     | Mount Lemmon Survey   |
| 738559 | 2016 UE47                | 3 ottobre 2005    | Spacewatch            |
| 738560 | 2016 UK51                | 17 settembre 2009 | Spacewatch            |
| 738561 | 2016 UD52                | 14 settembre 2005 | Spacewatch            |
| 738562 | 2016 UQ52                | 28 giugno 2010    | WISE                  |
| 738563 | 2016 UM54                | 16 agosto 2012    | ESA OGS               |
| 738564 | 2016 UP54                | 3 gennaio 2008    | Spacewatch            |
| 738565 | 2016 UZ57                | 20 settembre 2003 | NEAT                  |
| 738566 | 2016 UU62                | 10 novembre 2005  | Spacewatch            |
| 738567 | 2016 UO64                | 19 settembre 2000 | Spacewatch            |
| 738568 | 2016 UW64                | 28 luglio 2003    | NEAT                  |
| 738569 | 2016 UB66                | 22 novembre 1995  | Spacewatch            |
| 738570 | 2016 UP66                | 26 settembre 2011 | Mount Lemmon Survey   |
| 738571 | 2016 UD67                | 21 ottobre 2012   | Pan-STARRS            |
| 738572 | 2016 UV67                | 12 dicembre 2012  | Mount Lemmon Survey   |
| 738573 | 2016 UP68                | 2 ottobre 2005    | Mount Lemmon Survey   |
| 738574 | 2016 UD70                | 22 ottobre 2012   | Pan-STARRS            |
| 738575 | 2016 UP72                | 25 ottobre 2005   | Spacewatch            |
| 738576 | 2016 US78                | 26 settembre 2011 | Pan-STARRS            |
| 738577 | 2016 UR79                | 16 maggio 2009    | Mount Lemmon Survey   |
| 738578 | 2016 UK80                | 25 novembre 2005  | Mount Lemmon Survey   |
| 738579 | 2016 UN81                | 18 novembre 2001  | Spacewatch            |
| 738580 | 2016 UQ82                | 23 ottobre 2006   | Spacewatch            |
| 738581 | 2016 UR83                | 21 ottobre 2016   | Mount Lemmon Survey   |
| 738582 | 2016 UW85                | 4 novembre 1999   | Spacewatch            |
| 738583 | 2016 UF86                | 6 ottobre 2016    | Pan-STARRS            |
| 738584 | 2016 UN88                | 7 ottobre 2007    | Mount Lemmon Survey   |
| 738585 | 2016 UZ88                | 12 novembre 2001  | SDSS Collaboration    |
| 738586 | 2016 UE92                | 18 ottobre 2012   | Pan-STARRS            |
| 738587 | 2016 UU94                | 30 aprile 2009    | Mount Lemmon Survey   |
| 738588 | 2016 UW95                | 20 ottobre 2016   | Mount Lemmon Survey   |
| 738589 | 2016 UA96                | 13 novembre 2012  | Mount Lemmon Survey   |
| 738590 | 2016 UR98                | 9 marzo 2011      | Mount Lemmon Survey   |
| 738591 | 2016 UT98                | 28 febbraio 2014  | Pan-STARRS            |
| 738592 | 2016 UQ99                | 26 ottobre 2016   | Pan-STARRS            |
| 738593 | 2016 UH100               | 21 aprile 2006    | Spacewatch            |
| 738594 | 2016 UC110               | 22 dicembre 2008  | Spacewatch            |
| 738595 | 2016 UB111               | 3 gennaio 2009    | Spacewatch            |
| 738596 | 2016 UO113               | 8 novembre 2009   | Mount Lemmon Survey   |
| 738597 | 2016 US117               | 7 marzo 2014      | Mount Lemmon Survey   |
| 738598 | 2016 UJ118               | 26 ottobre 2016   | Pan-STARRS            |
| 738599 | 2016 UT122               | 3 giugno 2002     | NEAT                  |
| 738600 | 2016 UC125               | 6 ottobre 2005    | Mount Lemmon Survey   |

## 738601–738700
| Nome   | Designazione provvisoria | Data di scoperta  | Scopritore                  |
| ------ | ------------------------ | ----------------- | --------------------------- |
| 738601 | 2016 UV128               | 28 febbraio 2014  | Pan-STARRS                  |
| 738602 | 2016 UU132               | 27 ottobre 2016   | Pan-STARRS                  |
| 738603 | 2016 UL136               | 12 ottobre 2016   | Pan-STARRS                  |
| 738604 | 2016 UO138               | 18 settembre 2003 | NEAT                        |
| 738605 | 2016 UH139               | 3 maggio 2010     | WISE                        |
| 738606 | 2016 UJ140               | 26 aprile 2006    | Spacewatch                  |
| 738607 | 2016 UY141               | 23 marzo 2014     | Spacewatch                  |
| 738608 | 2016 UM142               | 18 settembre 2007 | R. A. Tucker                |
| 738609 | 2016 UR142               | 16 maggio 2010    | WISE                        |
| 738610 | 2016 UU148               | 3 ottobre 2003    | Spacewatch                  |
| 738611 | 2016 UW148               | 1 novembre 2008   | Mount Lemmon Survey         |
| 738612 | 2016 UR149               | 5 aprile 2014     | Pan-STARRS                  |
| 738613 | 2016 UO150               | 30 marzo 2010     | WISE                        |
| 738614 | 2016 UO247               | 26 ottobre 2016   | Mount Lemmon Survey         |
| 738615 | 2016 UP250               | 26 ottobre 2016   | Mount Lemmon Survey         |
| 738616 | 2016 UH251               | 26 novembre 2003  | Spacewatch                  |
| 738617 | 2016 UK251               | 26 ottobre 2016   | Mount Lemmon Survey         |
| 738618 | 2016 UC254               | 25 ottobre 2016   | Pan-STARRS                  |
| 738619 | 2016 UQ254               | 30 ottobre 2016   | Mount Lemmon Survey         |
| 738620 | 2016 UD256               | 21 ottobre 2016   | Mount Lemmon Survey         |
| 738621 | 2016 VJ4                 | 3 novembre 2003   | SDSS Collaboration          |
| 738622 | 2016 VL6                 | 7 novembre 2012   | Pan-STARRS                  |
| 738623 | 2016 VU10                | 14 febbraio 2009  | Spacewatch                  |
| 738624 | 2016 VA15                | 11 marzo 2005     | M. W. Buie, L. H. Wasserman |
| 738625 | 2016 VB16                | 8 maggio 2014     | Pan-STARRS                  |
| 738626 | 2016 VE17                | 2 novembre 2016   | Spacewatch                  |
| 738627 | 2016 VN17                | 10 agosto 2015    | Pan-STARRS                  |
| 738628 | 2016 VK19                | 14 novembre 2007  | Mount Lemmon Survey         |
| 738629 | 2016 VD20                | 8 maggio 2014     | Pan-STARRS                  |
| 738630 | 2016 VM28                | 24 ottobre 2013   | Mount Lemmon Survey         |
| 738631 | 2016 VO28                | 5 novembre 2016   | R. G. Matheny               |
| 738632 | 2016 VY30                | 4 novembre 2016   | Pan-STARRS                  |
| 738633 | 2016 VU34                | 17 maggio 2009    | Mount Lemmon Survey         |
| 738634 | 2016 VB36                | 10 novembre 2016  | Mount Lemmon Survey         |
| 738635 | 2016 VL37                | 10 novembre 2016  | Pan-STARRS                  |
| 738636 | 2016 VQ37                | 10 novembre 2016  | Pan-STARRS                  |
| 738637 | 2016 VH40                | 3 novembre 2016   | Pan-STARRS                  |
| 738638 | 2016 VX50                | 11 novembre 2016  | Mount Lemmon Survey         |
| 738639 | 2016 VJ54                | 6 novembre 2016   | Mount Lemmon Survey         |
| 738640 | 2016 WN4                 | 17 ottobre 2003   | SDSS Collaboration          |
| 738641 | 2016 WV5                 | 9 novembre 2007   | Spacewatch                  |
| 738642 | 2016 WK6                 | 22 novembre 2012  | Spacewatch                  |
| 738643 | 2016 WT6                 | 19 aprile 2009    | Mount Lemmon Survey         |
| 738644 | 2016 WY6                 | 7 novembre 2012   | Spacewatch                  |
| 738645 | 2016 WZ11                | 10 luglio 2016    | Mount Lemmon Survey         |
| 738646 | 2016 WB15                | 28 febbraio 2014  | Pan-STARRS                  |
| 738647 | 2016 WF16                | 12 ottobre 2016   | Pan-STARRS                  |
| 738648 | 2016 WB21                | 10 ottobre 2016   | Mount Lemmon Survey         |
| 738649 | 2016 WX21                | 28 febbraio 2014  | Pan-STARRS                  |
| 738650 | 2016 WD26                | 13 dicembre 2012  | Mount Lemmon Survey         |
| 738651 | 2016 WT26                | 3 ottobre 2003    | Spacewatch                  |
| 738652 | 2016 WA28                | 20 aprile 2009    | Mount Lemmon Survey         |
| 738653 | 2016 WO29                | 28 settembre 2005 | NEAT                        |
| 738654 | 2016 WT30                | 23 giugno 2000    | Spacewatch                  |
| 738655 | 2016 WO31                | 18 novembre 2003  | Spacewatch                  |
| 738656 | 2016 WN32                | 29 settembre 2005 | Spacewatch                  |
| 738657 | 2016 WM34                | 11 luglio 2015    | Pan-STARRS                  |
| 738658 | 2016 WF35                | 28 febbraio 2014  | Pan-STARRS                  |
| 738659 | 2016 WP37                | 15 luglio 2010    | WISE                        |
| 738660 | 2016 WP42                | 19 luglio 2015    | Pan-STARRS                  |
| 738661 | 2016 WT42                | 8 agosto 2011     | R. Holmes                   |
| 738662 | 2016 WD43                | 21 settembre 2003 | Spacewatch                  |
| 738663 | 2016 WP43                | 15 aprile 2005    | Spacewatch                  |
| 738664 | 2016 WC45                | 17 settembre 1995 | Spacewatch                  |
| 738665 | 2016 WG46                | 18 novembre 2008  | Spacewatch                  |
| 738666 | 2016 WJ46                | 23 ottobre 2012   | Mount Lemmon Survey         |
| 738667 | 2016 WP47                | 25 ottobre 2005   | Spacewatch                  |
| 738668 | 2016 WA51                | 14 maggio 2010    | WISE                        |
| 738669 | 2016 WM51                | 9 dicembre 2012   | L. Elenin                   |
| 738670 | 2016 WP52                | 27 agosto 2005    | NEAT                        |
| 738671 | 2016 WK53                | 7 agosto 2010     | WISE                        |
| 738672 | 2016 WS53                | 24 giugno 2010    | WISE                        |
| 738673 | 2016 WG55                | 1 aprile 2003     | SDSS Collaboration          |
| 738674 | 2016 WX56                | 21 marzo 2009     | Mount Lemmon Survey         |
| 738675 | 2016 WE57                | 19 gennaio 2013   | Mount Lemmon Survey         |
| 738676 | 2016 WO58                | 23 dicembre 2012  | Pan-STARRS                  |
| 738677 | 2016 WK61                | 18 novembre 2016  | Mount Lemmon Survey         |
| 738678 | 2016 WY62                | 30 novembre 2016  | Mount Lemmon Survey         |
| 738679 | 2016 WF64                | 19 novembre 2016  | Mount Lemmon Survey         |
| 738680 | 2016 WV68                | 28 novembre 2016  | Pan-STARRS                  |
| 738681 | 2016 XW3                 | 4 agosto 2010     | WISE                        |
| 738682 | 2016 XO6                 | 3 marzo 2010      | WISE                        |
| 738683 | 2016 XC7                 | 10 marzo 2008     | Mount Lemmon Survey         |
| 738684 | 2016 XA8                 | 20 gennaio 2009   | Mount Lemmon Survey         |
| 738685 | 2016 XF8                 | 23 maggio 2014    | Pan-STARRS                  |
| 738686 | 2016 XQ8                 | 2 maggio 2014     | Mount Lemmon Survey         |
| 738687 | 2016 XK10                | 23 agosto 2007    | Spacewatch                  |
| 738688 | 2016 XW11                | 22 ottobre 2012   | Spacewatch                  |
| 738689 | 2016 XX11                | 5 gennaio 2013    | Spacewatch                  |
| 738690 | 2016 XE12                | 2 novembre 2007   | Spacewatch                  |
| 738691 | 2016 XN12                | 31 marzo 2009     | Mount Lemmon Survey         |
| 738692 | 2016 XS12                | 14 gennaio 2012   | Mount Lemmon Survey         |
| 738693 | 2016 XV13                | 4 maggio 2005     | Spacewatch                  |
| 738694 | 2016 XG14                | 11 novembre 2016  | Mount Lemmon Survey         |
| 738695 | 2016 XP15                | 25 settembre 1998 | LONEOS                      |
| 738696 | 2016 XQ18                | 17 aprile 2004    | NEAT                        |
| 738697 | 2016 XM19                | 26 novembre 2012  | Mount Lemmon Survey         |
| 738698 | 2016 XG21                | 19 novembre 2003  | NEAT                        |
| 738699 | 2016 XV21                | 27 settembre 2012 | Pan-STARRS                  |
| 738700 | 2016 XN22                | 14 gennaio 2013   | Mount Lemmon Survey         |

## 738701–738800
| Nome   | Designazione provvisoria | Data di scoperta  | Scopritore                   |
| ------ | ------------------------ | ----------------- | ---------------------------- |
| 738701 | 2016 XE29                | 4 dicembre 2016   | Mount Lemmon Survey          |
| 738702 | 2016 XB31                | 4 dicembre 2016   | Mount Lemmon Survey          |
| 738703 | 2016 XD32                | 1 dicembre 2016   | Mount Lemmon Survey          |
| 738704 | 2016 YQ2                 | 27 settembre 2003 | SDSS Collaboration           |
| 738705 | 2016 YQ4                 | 1 febbraio 2009   | CSS                          |
| 738706 | 2016 YN6                 | 7 ottobre 2005    | CSS                          |
| 738707 | 2016 YK7                 | 9 marzo 2003      | P. R. Holvorcem, M. Schwartz |
| 738708 | 2016 YJ9                 | 27 ottobre 2008   | Mount Lemmon Survey          |
| 738709 | 2016 YX9                 | 14 marzo 2010     | Osservatorio Jarnac          |
| 738710 | 2016 YX11                | 8 dicembre 2010   | Spacewatch                   |
| 738711 | 2016 YJ13                | 13 luglio 2010    | WISE                         |
| 738712 | 2016 YL14                | 29 dicembre 2011  | Mount Lemmon Survey          |
| 738713 | 2016 YL18                | 22 dicembre 2016  | Pan-STARRS                   |
| 738714 | 2016 YF20                | 19 dicembre 2016  | Mount Lemmon Survey          |
| 738715 | 2017 AV                  | 25 settembre 2003 | NEAT                         |
| 738716 | 2017 AC1                 | 23 dicembre 2016  | Pan-STARRS                   |
| 738717 | 2017 AN2                 | 10 ottobre 2015   | Pan-STARRS                   |
| 738718 | 2017 AU2                 | 27 giugno 2010    | WISE                         |
| 738719 | 2017 AT6                 | 16 febbraio 2004  | Spacewatch                   |
| 738720 | 2017 AE7                 | 28 agosto 2003    | NEAT                         |
| 738721 | 2017 AX7                 | 26 settembre 2006 | CSS                          |
| 738722 | 2017 AL8                 | 27 febbraio 2014  | Pan-STARRS                   |
| 738723 | 2017 AX8                 | 17 settembre 2003 | Spacewatch                   |
| 738724 | 2017 AR10                | 27 ottobre 2009   | Mount Lemmon Survey          |
| 738725 | 2017 AD11                | 25 dicembre 2011  | Mount Lemmon Survey          |
| 738726 | 2017 AX14                | 30 novembre 2003  | Spacewatch                   |
| 738727 | 2017 AU15                | 9 gennaio 2000    | Spacewatch                   |
| 738728 | 2017 AP17                | 6 dicembre 2016   | Mount Lemmon Survey          |
| 738729 | 2017 AT17                | 25 dicembre 2005  | CSS                          |
| 738730 | 2017 AZ17                | 24 luglio 2015    | Pan-STARRS                   |
| 738731 | 2017 AS21                | 3 novembre 2011   | Mount Lemmon Survey          |
| 738732 | 2017 AW21                | 1 ottobre 2009    | Mount Lemmon Survey          |
| 738733 | 2017 AA23                | 2 marzo 2012      | Spacewatch                   |
| 738734 | 2017 AZ23                | 3 agosto 2014     | Pan-STARRS                   |
| 738735 | 2017 AN24                | 27 aprile 2012    | Mount Lemmon Survey          |
| 738736 | 2017 AN33                | 7 gennaio 2017    | Mount Lemmon Survey          |
| 738737 | 2017 AG39                | 3 gennaio 2017    | Pan-STARRS                   |
| 738738 | 2017 AY43                | 9 gennaio 2017    | Mount Lemmon Survey          |
| 738739 | 2017 AE45                | 2 gennaio 2017    | Pan-STARRS                   |
| 738740 | 2017 AO46                | 4 gennaio 2017    | Pan-STARRS                   |
| 738741 | 2017 AM53                | 10 gennaio 2017   | Pan-STARRS                   |
| 738742 | 2017 AR54                | 3 gennaio 2017    | Pan-STARRS                   |
| 738743 | 2017 AU58                | 4 gennaio 2017    | Pan-STARRS                   |
| 738744 | 2017 BN1                 | 19 gennaio 2013   | Spacewatch                   |
| 738745 | 2017 BJ2                 | 31 dicembre 2007  | Mount Lemmon Survey          |
| 738746 | 2017 BH4                 | 2 aprile 2009     | Spacewatch                   |
| 738747 | 2017 BD5                 | 2 settembre 2010  | Mount Lemmon Survey          |
| 738748 | 2017 BW5                 | 17 aprile 2010    | WISE                         |
| 738749 | 2017 BT7                 | 17 ottobre 2009   | CSS                          |
| 738750 | 2017 BV8                 | 4 settembre 2011  | Pan-STARRS                   |
| 738751 | 2017 BF9                 | 4 agosto 2002     | NEAT                         |
| 738752 | 2017 BX9                 | 30 gennaio 2008   | Mount Lemmon Survey          |
| 738753 | 2017 BM10                | 10 febbraio 2002  | LINEAR                       |
| 738754 | 2017 BQ10                | 16 febbraio 2012  | Pan-STARRS                   |
| 738755 | 2017 BL11                | 11 novembre 2001  | SDSS Collaboration           |
| 738756 | 2017 BP12                | 13 gennaio 2005   | Spacewatch                   |
| 738757 | 2017 BV19                | 30 dicembre 2007  | Spacewatch                   |
| 738758 | 2017 BX19                | 15 gennaio 2008   | Mount Lemmon Survey          |
| 738759 | 2017 BU20                | 19 settembre 2011 | Mount Lemmon Survey          |
| 738760 | 2017 BY20                | 31 agosto 2014    | Pan-STARRS                   |
| 738761 | 2017 BC21                | 26 gennaio 2017   | Pan-STARRS                   |
| 738762 | 2017 BD24                | 17 settembre 2006 | Spacewatch                   |
| 738763 | 2017 BP24                | 7 dicembre 2015   | Pan-STARRS                   |
| 738764 | 2017 BT25                | 17 settembre 2012 | Spacewatch                   |
| 738765 | 2017 BZ25                | 8 febbraio 2013   | Pan-STARRS                   |
| 738766 | 2017 BA33                | 5 gennaio 2017    | Mount Lemmon Survey          |
| 738767 | 2017 BO33                | 30 gennaio 2012   | Spacewatch                   |
| 738768 | 2017 BN34                | 27 gennaio 2017   | Pan-STARRS                   |
| 738769 | 2017 BY35                | 13 gennaio 2011   | Mount Lemmon Survey          |
| 738770 | 2017 BJ36                | 2 marzo 2008      | Spacewatch                   |
| 738771 | 2017 BE38                | 23 gennaio 2017   | K. Sárneczky                 |
| 738772 | 2017 BQ40                | 14 agosto 2015    | Pan-STARRS                   |
| 738773 | 2017 BL41                | 27 febbraio 2008  | Spacewatch                   |
| 738774 | 2017 BG42                | 18 ottobre 2003   | NEAT                         |
| 738775 | 2017 BB48                | 28 luglio 2011    | Pan-STARRS                   |
| 738776 | 2017 BH48                | 17 settembre 2006 | Spacewatch                   |
| 738777 | 2017 BY48                | 12 settembre 2015 | Pan-STARRS                   |
| 738778 | 2017 BF49                | 7 gennaio 2006    | Spacewatch                   |
| 738779 | 2017 BP49                | 10 febbraio 2008  | Spacewatch                   |
| 738780 | 2017 BB52                | 5 aprile 2013     | Pan-STARRS                   |
| 738781 | 2017 BF55                | 6 settembre 2015  | Spacewatch                   |
| 738782 | 2017 BS55                | 2 ottobre 2006    | Mount Lemmon Survey          |
| 738783 | 2017 BT59                | 23 ottobre 2011   | Pan-STARRS                   |
| 738784 | 2017 BY59                | 19 ottobre 2012   | Pan-STARRS                   |
| 738785 | 2017 BW60                | 26 gennaio 2017   | Pan-STARRS                   |
| 738786 | 2017 BV64                | 23 dicembre 2016  | Pan-STARRS                   |
| 738787 | 2017 BC66                | 13 febbraio 2013  | Pan-STARRS                   |
| 738788 | 2017 BA67                | 21 dicembre 2007  | Mount Lemmon Survey          |
| 738789 | 2017 BK67                | 24 novembre 2011  | Mount Lemmon Survey          |
| 738790 | 2017 BL68                | 30 gennaio 2008   | Mount Lemmon Survey          |
| 738791 | 2017 BJ70                | 4 dicembre 2007   | Spacewatch                   |
| 738792 | 2017 BT70                | 19 febbraio 2009  | Spacewatch                   |
| 738793 | 2017 BC73                | 8 marzo 2013      | Pan-STARRS                   |
| 738794 | 2017 BX73                | 1 luglio 2014     | Pan-STARRS                   |
| 738795 | 2017 BG77                | 30 ottobre 2007   | Spacewatch                   |
| 738796 | 2017 BR80                | 12 ottobre 2007   | Mount Lemmon Survey          |
| 738797 | 2017 BE81                | 2 marzo 1995      | Spacewatch                   |
| 738798 | 2017 BK81                | 2 gennaio 2012    | Mount Lemmon Survey          |
| 738799 | 2017 BQ81                | 28 ottobre 2006   | Mount Lemmon Survey          |
| 738800 | 2017 BO83                | 8 febbraio 2008   | Spacewatch                   |

## 738801–738900
| Nome   | Designazione provvisoria | Data di scoperta  | Scopritore                |
| ------ | ------------------------ | ----------------- | ------------------------- |
| 738801 | 2017 BM85                | 19 ottobre 2003   | SDSS Collaboration        |
| 738802 | 2017 BY86                | 15 gennaio 2007   | Osservatorio di Mauna Kea |
| 738803 | 2017 BK87                | 20 settembre 2003 | NEAT                      |
| 738804 | 2017 BP88                | 20 ottobre 2006   | Spacewatch                |
| 738805 | 2017 BQ89                | 24 novembre 2011  | Pan-STARRS                |
| 738806 | 2017 BF95                | 11 febbraio 2008  | Spacewatch                |
| 738807 | 2017 BZ95                | 28 ottobre 2010   | Spacewatch                |
| 738808 | 2017 BP97                | 15 settembre 2010 | Spacewatch                |
| 738809 | 2017 BQ97                | 6 luglio 2010     | Mount Lemmon Survey       |
| 738810 | 2017 BB100               | 24 ottobre 2005   | Osservatorio di Mauna Kea |
| 738811 | 2017 BG100               | 26 luglio 2011    | Pan-STARRS                |
| 738812 | 2017 BO100               | 19 gennaio 2005   | Spacewatch                |
| 738813 | 2017 BB101               | 24 agosto 2006    | LINEAR                    |
| 738814 | 2017 BZ102               | 21 luglio 2002    | NEAT                      |
| 738815 | 2017 BR103               | 27 giugno 2014    | Pan-STARRS                |
| 738816 | 2017 BG107               | 29 luglio 2010    | WISE                      |
| 738817 | 2017 BR108               | 8 giugno 2008     | Spacewatch                |
| 738818 | 2017 BC109               | 6 ottobre 1999    | Spacewatch                |
| 738819 | 2017 BQ109               | 2 gennaio 2017    | Pan-STARRS                |
| 738820 | 2017 BF111               | 26 ottobre 2009   | Mount Lemmon Survey       |
| 738821 | 2017 BN111               | 26 gennaio 2006   | Spacewatch                |
| 738822 | 2017 BG112               | 24 maggio 2001    | SDSS Collaboration        |
| 738823 | 2017 BS112               | 23 febbraio 2010  | WISE                      |
| 738824 | 2017 BO114               | 12 aprile 2005    | LONEOS                    |
| 738825 | 2017 BN115               | 24 settembre 2011 | Pan-STARRS                |
| 738826 | 2017 BU117               | 30 gennaio 2017   | Pan-STARRS                |
| 738827 | 2017 BH118               | 7 luglio 2010     | WISE                      |
| 738828 | 2017 BZ119               | 19 novembre 2009  | Mount Lemmon Survey       |
| 738829 | 2017 BC121               | 19 dicembre 2004  | Spacewatch                |
| 738830 | 2017 BL122               | 3 febbraio 2008   | Spacewatch                |
| 738831 | 2017 BP123               | 23 aprile 2009    | Spacewatch                |
| 738832 | 2017 BW123               | 12 febbraio 2000  | SDSS Collaboration        |
| 738833 | 2017 BO124               | 24 ottobre 2009   | Spacewatch                |
| 738834 | 2017 BB125               | 25 luglio 2014    | Pan-STARRS                |
| 738835 | 2017 BF125               | 31 marzo 2009     | Mount Lemmon Survey       |
| 738836 | 2017 BG126               | 12 marzo 2003     | Spacewatch                |
| 738837 | 2017 BZ126               | 9 febbraio 2008   | Spacewatch                |
| 738838 | 2017 BS129               | 24 febbraio 2006  | Spacewatch                |
| 738839 | 2017 BX129               | 16 settembre 2009 | Mount Lemmon Survey       |
| 738840 | 2017 BY130               | 29 dicembre 2011  | Mount Lemmon Survey       |
| 738841 | 2017 BH131               | 19 settembre 2001 | Spacewatch                |
| 738842 | 2017 BO131               | 23 settembre 2015 | Pan-STARRS                |
| 738843 | 2017 BZ132               | 15 ottobre 2015   | Pan-STARRS                |
| 738844 | 2017 BJ134               | 27 dicembre 2011  | Mount Lemmon Survey       |
| 738845 | 2017 BO136               | 25 settembre 2003 | NEAT                      |
| 738846 | 2017 BS136               | 22 gennaio 2006   | Mount Lemmon Survey       |
| 738847 | 2017 BC137               | 1 dicembre 2015   | Pan-STARRS                |
| 738848 | 2017 BW137               | 7 settembre 2008  | Mount Lemmon Survey       |
| 738849 | 2017 BE138               | 18 settembre 2009 | Spacewatch                |
| 738850 | 2017 BG139               | 23 marzo 2012     | Mount Lemmon Survey       |
| 738851 | 2017 BO141               | 12 aprile 2013    | Pan-STARRS                |
| 738852 | 2017 BQ146               | 15 gennaio 2008   | Mount Lemmon Survey       |
| 738853 | 2017 BD149               | 7 febbraio 2013   | Spacewatch                |
| 738854 | 2017 BS158               | 27 gennaio 2017   | Pan-STARRS                |
| 738855 | 2017 BE161               | 16 ottobre 2015   | Mount Lemmon Survey       |
| 738856 | 2017 BR161               | 28 gennaio 2017   | Pan-STARRS                |
| 738857 | 2017 BM176               | 28 gennaio 2017   | Pan-STARRS                |
| 738858 | 2017 BG185               | 25 marzo 2012     | CSS                       |
| 738859 | 2017 BM205               | 19 ottobre 2015   | Pan-STARRS                |
| 738860 | 2017 BL216               | 28 gennaio 2017   | Pan-STARRS                |
| 738861 | 2017 CA4                 | 13 marzo 2010     | WISE                      |
| 738862 | 2017 CX5                 | 28 agosto 2014    | Pan-STARRS                |
| 738863 | 2017 CE7                 | 12 gennaio 2008   | Mount Lemmon Survey       |
| 738864 | 2017 CU7                 | 8 marzo 2005      | Mount Lemmon Survey       |
| 738865 | 2017 CE12                | 2 febbraio 2006   | Spacewatch                |
| 738866 | 2017 CC13                | 24 ottobre 2005   | Osservatorio di Mauna Kea |
| 738867 | 2017 CL13                | 5 marzo 2013      | Pan-STARRS                |
| 738868 | 2017 CJ15                | 30 gennaio 2008   | Mount Lemmon Survey       |
| 738869 | 2017 CH16                | 28 ottobre 2006   | Mount Lemmon Survey       |
| 738870 | 2017 CJ18                | 10 gennaio 2008   | Mount Lemmon Survey       |
| 738871 | 2017 CN19                | 9 settembre 2015  | Pan-STARRS                |
| 738872 | 2017 CV20                | 31 gennaio 2009   | Mount Lemmon Survey       |
| 738873 | 2017 CU21                | 9 ottobre 2015    | M. Altmann, T. Prusti     |
| 738874 | 2017 CK24                | 12 ottobre 2015   | Pan-STARRS                |
| 738875 | 2017 CW26                | 16 febbraio 2012  | Pan-STARRS                |
| 738876 | 2017 CC27                | 12 settembre 2015 | Pan-STARRS                |
| 738877 | 2017 CV28                | 21 agosto 2015    | Pan-STARRS                |
| 738878 | 2017 CQ30                | 16 gennaio 2011   | Mount Lemmon Survey       |
| 738879 | 2017 CR31                | 23 ottobre 2015   | Pan-STARRS                |
| 738880 | 2017 CH34                | 13 febbraio 2012  | Spacewatch                |
| 738881 | 2017 CN34                | 20 giugno 2013    | Pan-STARRS                |
| 738882 | 2017 CG35                | 9 marzo 2011      | Spacewatch                |
| 738883 | 2017 CS39                | 2 febbraio 2017   | Pan-STARRS                |
| 738884 | 2017 CJ43                | 2 febbraio 2017   | Pan-STARRS                |
| 738885 | 2017 DA2                 | 16 marzo 2004     | Spacewatch                |
| 738886 | 2017 DB2                 | 26 gennaio 2017   | Mount Lemmon Survey       |
| 738887 | 2017 DK2                 | 9 settembre 2015  | Pan-STARRS                |
| 738888 | 2017 DX2                 | 30 dicembre 2007  | Mount Lemmon Survey       |
| 738889 | 2017 DA3                 | 15 ottobre 2015   | Pan-STARRS                |
| 738890 | 2017 DB3                 | 23 gennaio 2006   | Spacewatch                |
| 738891 | 2017 DN3                 | 26 gennaio 2006   | Mount Lemmon Survey       |
| 738892 | 2017 DS3                 | 28 novembre 2011  | Spacewatch                |
| 738893 | 2017 DW3                 | 30 dicembre 2005  | Spacewatch                |
| 738894 | 2017 DC5                 | 23 agosto 2011    | Pan-STARRS                |
| 738895 | 2017 DO6                 | 23 luglio 2015    | Pan-STARRS                |
| 738896 | 2017 DZ6                 | 2 luglio 2014     | Pan-STARRS                |
| 738897 | 2017 DY8                 | 20 febbraio 2012  | Spacewatch                |
| 738898 | 2017 DH11                | 12 marzo 2007     | Spacewatch                |
| 738899 | 2017 DC12                | 19 settembre 2006 | Spacewatch                |
| 738900 | 2017 DN12                | 13 marzo 2013     | Pan-STARRS                |

## 738901–739000
| Nome   | Designazione provvisoria | Data di scoperta  | Scopritore            |
| ------ | ------------------------ | ----------------- | --------------------- |
| 738901 | 2017 DJ13                | 11 aprile 2013    | CSS                   |
| 738902 | 2017 DZ13                | 25 dicembre 2011  | Mount Lemmon Survey   |
| 738903 | 2017 DQ14                | 11 maggio 2005    | NEAT                  |
| 738904 | 2017 DN16                | 13 aprile 2013    | Pan-STARRS            |
| 738905 | 2017 DB17                | 12 marzo 2008     | Mount Lemmon Survey   |
| 738906 | 2017 DT17                | 22 agosto 2014    | Pan-STARRS            |
| 738907 | 2017 DL18                | 24 marzo 2012     | Mount Lemmon Survey   |
| 738908 | 2017 DS19                | 28 luglio 2014    | Pan-STARRS            |
| 738909 | 2017 DK20                | 1 maggio 2009     | Spacewatch            |
| 738910 | 2017 DQ21                | 13 marzo 2012     | Mount Lemmon Survey   |
| 738911 | 2017 DX21                | 28 settembre 2003 | Spacewatch            |
| 738912 | 2017 DL23                | 29 settembre 2010 | Mount Lemmon Survey   |
| 738913 | 2017 DE24                | 10 novembre 2009  | Mount Lemmon Survey   |
| 738914 | 2017 DG25                | 12 settembre 2002 | NEAT                  |
| 738915 | 2017 DA27                | 10 febbraio 2011  | Mount Lemmon Survey   |
| 738916 | 2017 DK28                | 1 febbraio 2012   | Spacewatch            |
| 738917 | 2017 DG29                | 18 maggio 2010    | WISE                  |
| 738918 | 2017 DM32                | 2 novembre 2007   | Mount Lemmon Survey   |
| 738919 | 2017 DQ40                | 1 gennaio 2012    | Mount Lemmon Survey   |
| 738920 | 2017 DK43                | 15 febbraio 2012  | Pan-STARRS            |
| 738921 | 2017 DM44                | 26 gennaio 2011   | Mount Lemmon Survey   |
| 738922 | 2017 DR44                | 27 dicembre 2006  | Mount Lemmon Survey   |
| 738923 | 2017 DJ45                | 8 aprile 2013     | Mount Lemmon Survey   |
| 738924 | 2017 DP45                | 13 gennaio 2011   | Mount Lemmon Survey   |
| 738925 | 2017 DU45                | 20 febbraio 2006  | CSS                   |
| 738926 | 2017 DK47                | 4 giugno 2011     | F. Pozo, J. P. Colque |
| 738927 | 2017 DB48                | 21 agosto 2015    | Pan-STARRS            |
| 738928 | 2017 DL48                | 8 gennaio 2010    | WISE                  |
| 738929 | 2017 DV49                | 21 febbraio 2017  | Mount Lemmon Survey   |
| 738930 | 2017 DC54                | 19 gennaio 2012   | Pan-STARRS            |
| 738931 | 2017 DP54                | 17 ottobre 2012   | Pan-STARRS            |
| 738932 | 2017 DV54                | 13 febbraio 2008  | Spacewatch            |
| 738933 | 2017 DF56                | 26 gennaio 2011   | Mount Lemmon Survey   |
| 738934 | 2017 DC57                | 3 novembre 2010   | Spacewatch            |
| 738935 | 2017 DK57                | 1 ottobre 2009    | Mount Lemmon Survey   |
| 738936 | 2017 DR57                | 23 ottobre 2009   | Mount Lemmon Survey   |
| 738937 | 2017 DU57                | 21 febbraio 2017  | Mount Lemmon Survey   |
| 738938 | 2017 DZ58                | 23 gennaio 2011   | Mount Lemmon Survey   |
| 738939 | 2017 DL59                | 23 ottobre 2003   | SDSS Collaboration    |
| 738940 | 2017 DM59                | 9 settembre 2015  | Pan-STARRS            |
| 738941 | 2017 DQ59                | 16 gennaio 2011   | Mount Lemmon Survey   |
| 738942 | 2017 DS60                | 14 gennaio 2011   | Mount Lemmon Survey   |
| 738943 | 2017 DO61                | 17 aprile 2009    | Spacewatch            |
| 738944 | 2017 DN62                | 10 ottobre 2015   | Pan-STARRS            |
| 738945 | 2017 DT62                | 14 febbraio 2013  | Spacewatch            |
| 738946 | 2017 DB63                | 12 marzo 2013     | Spacewatch            |
| 738947 | 2017 DK65                | 18 dicembre 2009  | Mount Lemmon Survey   |
| 738948 | 2017 DJ67                | 27 febbraio 2006  | Spacewatch            |
| 738949 | 2017 DV68                | 30 settembre 2009 | Mount Lemmon Survey   |
| 738950 | 2017 DQ70                | 8 febbraio 2008   | Spacewatch            |
| 738951 | 2017 DW72                | 25 febbraio 2003  | CINEOS                |
| 738952 | 2017 DL74                | 28 marzo 2008     | Mount Lemmon Survey   |
| 738953 | 2017 DX74                | 23 febbraio 2012  | Spacewatch            |
| 738954 | 2017 DN76                | 29 gennaio 2011   | Spacewatch            |
| 738955 | 2017 DO76                | 28 ottobre 2005   | Spacewatch            |
| 738956 | 2017 DJ80                | 21 gennaio 2006   | Mount Lemmon Survey   |
| 738957 | 2017 DT80                | 13 marzo 2004     | NEAT                  |
| 738958 | 2017 DW80                | 19 febbraio 2010  | WISE                  |
| 738959 | 2017 DH81                | 27 gennaio 2006   | Spacewatch            |
| 738960 | 2017 DR81                | 10 gennaio 2010   | Mount Lemmon Survey   |
| 738961 | 2017 DN82                | 24 febbraio 2010  | WISE                  |
| 738962 | 2017 DT82                | 21 gennaio 2013   | Pan-STARRS            |
| 738963 | 2017 DG84                | 10 marzo 2000     | LINEAR                |
| 738964 | 2017 DZ85                | 7 febbraio 2008   | CSS                   |
| 738965 | 2017 DH86                | 3 febbraio 2010   | WISE                  |
| 738966 | 2017 DU86                | 20 aprile 2010    | Mount Lemmon Survey   |
| 738967 | 2017 DJ89                | 28 maggio 2011    | Mount Lemmon Survey   |
| 738968 | 2017 DX89                | 12 aprile 2013    | Pan-STARRS            |
| 738969 | 2017 DN94                | 16 settembre 2009 | Mount Lemmon Survey   |
| 738970 | 2017 DW96                | 25 ottobre 2005   | Spacewatch            |
| 738971 | 2017 DZ97                | 11 febbraio 2010  | WISE                  |
| 738972 | 2017 DO98                | 1 ottobre 2005    | Spacewatch            |
| 738973 | 2017 DX98                | 10 dicembre 2010  | Mount Lemmon Survey   |
| 738974 | 2017 DD99                | 6 gennaio 2012    | Pan-STARRS            |
| 738975 | 2017 DL99                | 17 ottobre 2003   | SDSS Collaboration    |
| 738976 | 2017 DQ99                | 13 settembre 2002 | NEAT                  |
| 738977 | 2017 DC100               | 26 gennaio 2017   | Pan-STARRS            |
| 738978 | 2017 DE100               | 26 gennaio 2011   | Mount Lemmon Survey   |
| 738979 | 2017 DL101               | 17 agosto 2009    | Spacewatch            |
| 738980 | 2017 DD102               | 2 settembre 2014  | Pan-STARRS            |
| 738981 | 2017 DL103               | 19 gennaio 2012   | Pan-STARRS            |
| 738982 | 2017 DY104               | 16 agosto 2006    | NEAT                  |
| 738983 | 2017 DA105               | 20 settembre 2009 | Mount Lemmon Survey   |
| 738984 | 2017 DU105               | 26 settembre 2006 | Spacewatch            |
| 738985 | 2017 DX105               | 3 gennaio 2017    | Pan-STARRS            |
| 738986 | 2017 DO106               | 29 dicembre 2011  | Mount Lemmon Survey   |
| 738987 | 2017 DC107               | 25 ottobre 2015   | Pan-STARRS            |
| 738988 | 2017 DJ107               | 4 dicembre 2015   | Mount Lemmon Survey   |
| 738989 | 2017 DO107               | 5 dicembre 2007   | Mount Lemmon Survey   |
| 738990 | 2017 DQ107               | 5 marzo 2013      | Pan-STARRS            |
| 738991 | 2017 DS107               | 20 novembre 2015  | Mount Lemmon Survey   |
| 738992 | 2017 DE110               | 5 agosto 2010     | WISE                  |
| 738993 | 2017 DK110               | 1 marzo 2008      | CSS                   |
| 738994 | 2017 DN110               | 5 aprile 2006     | SSS                   |
| 738995 | 2017 DD112               | 18 ottobre 2007   | Spacewatch            |
| 738996 | 2017 DJ113               | 27 gennaio 2011   | CSS                   |
| 738997 | 2017 DZ113               | 6 agosto 2012     | Pan-STARRS            |
| 738998 | 2017 DV114               | 25 marzo 2003     | NEAT                  |
| 738999 | 2017 DK115               | 22 agosto 2014    | Pan-STARRS            |
| 739000 | 2017 DC117               | 27 aprile 2012    | Pan-STARRS            |